# A Space for the Unbound
A Space for the Unbound — компьютерная игра, разработанная Mojiken Studio и изданная Toge Productions. Она была выпущена 19 января 2023 года на Nintendo Switch, PlayStation 4, PlayStation 5, Xbox One, Xbox Series X/S и Windows. Действие игры разворачивается в конце 1990-х годов и рассказывают о Атме и его подруге Рае, которые живут в Индонезии.
Перед выходом A Space for the Unbound был выпущен трейлер, получивший в основном положительные отзывы от публики. Выход игры был запланирован на 2021 год, но его перенесли по неизвестным причинам.
Крис Антони, основатель Toge Productions, написал, что A Space For The Unbound была вдохновлена анимационными фильмами Макото Синкая, но с индонезийским оттенком.

## Игровой процесс
Игрок управляет главным героем Атмой, индонезийским старшеклассником, который приближается к выпускному экзамену со своей девушкой Раей. На протяжении всей игры игрок может взаимодействовать с людьми, объектами и кошками.
Игрок перемещается между локациями со своим инвентарем, где взаимодействует с окружением. Большая часть игры протекает в более медленном темпе и включает в себя исследование и общение.
Благодаря силам красной книги, которую находит Атма, он получает способность погружаться в сознание людей и помогать решать их проблемы с помощью головоломок, которые решает игрок. Эти изменения могут повлиять на точку зрения человека и помочь ему справиться с травмой.

## Сюжет
A Space For The Unbound — это приключенческая игра, рассказывающая историю о преодолении тревоги, депрессии и отношениях между мальчиком и девочкой, обладающими сверхъестественными способностями.
Действие игры A Space for The Unbound происходит в небольшом городке, вдохновленном сельской Индонезией эпохи 90-х годов. Это увлекательный сюжетный опыт с яркой окружающей средой, которая ждет своего исследования.
Игрок следует за двумя школьными возлюбленными, Атмой и Раей, в путешествии самопознания в конце школьных лет. Когда таинственная сверхъестественная сила внезапно высвобождается, это угрожает их существованию, и они должны исследовать свой город, чтобы раскрыть секреты. На пороге конца света им предстоит узнать больше друг о друге.

## Саундтрек
Музыка для игры была написана Масдито Бахтиаром, всего было записано 72 трека.

## Отзывы критиков
| Сводный рейтинг    | Сводный рейтинг |
| Агрегатор          | Оценка          |
| ------------------ | --------------- |
| Metacritic         | 85/100          |
| Иноязычные издания |                 |
| Издание            | Оценка          |
| Nintendo Life      | 8/10            |
| Push Square        | 8/10            |
| The Guardian       | 10/10           |

По данным сайта Metacritic A Space for the Unbound получила «в целом положительные» отзывы.
Издание Pushsquare описывает игру как глубокое, значимое повествование в сочетании с прекрасной пиксельной графикой и выдающейся музыкой.
The Guardian пишет что персонажи запоминающиеся и хорошо прорисованные в прямом и переносном смысле, а игра умело решает острые проблемы, такие как последствия школьной травли и ужасные последствия тревоги, депрессии и домашнего насилия. По большей части 12-часовое время пролетает незаметно.
Критикуют игру в основном за посещение одних и тех же мест и за затянутую концовку.

## Награды
A Space for the Unbound получила премию Japan Future Award 2022.
Также игра попала в списки лучших игр 2023 года, где была номинирована в категории «Games for Impact».